# Culicoides chitinosus
Culicoides chitinosus är en tvåvingeart som beskrevs av Gutsevich och Smatov 1966. Culicoides chitinosus ingår i släktet Culicoides och familjen svidknott. Inga underarter finns listade i Catalogue of Life.